# یواس‌اس یانسی (ای‌کی‌ای-۹۳)
یواس‌اس یانسی (ای‌کی‌ای-۹۳) (به انگلیسی: USS Yancey (AKA-93)) یک کشتی بود که طول آن ۴۵۹ فوت ۳ اینچ (۱۳۹٫۹۸ متر) بود. این کشتی در سال ۱۹۴۴ ساخته شد.